# Temazcal, Michoacán de Ocampo
Temazcal är en ort i Mexiko.   Den ligger i kommunen Álvaro Obregón och delstaten Michoacán de Ocampo, i den södra delen av landet, 200 km väster om huvudstaden Mexico City. Temazcal ligger 1 838 meter över havet och antalet invånare är 301.
Terrängen runt Temazcal är en högslätt. Runt Temazcal är det ganska tätbefolkat, med 78 invånare per kvadratkilometer. Närmaste större samhälle är Zinapécuaro, 16,4 km öster om Temazcal. Trakten runt Temazcal består till största delen av jordbruksmark.